# Aleksandr Warniek
Aleksandr Iwanowicz Warnek (ros. Александр Иванович Варнек, ur. 15 czerwca?/27 czerwca 1858 w Petersburgu, zm. 10 czerwca 1930 w Sainte-Geneviève-des-Bois) – rosyjski kapitan polarny, hydrograf, badacz Arktyki, generał porucznik admiralicji. Kapitan statku parowego „Pachtusow” (ros. Пахтусов), dowódca pierwszej hydrograficznej ekspedycji na Ocean Arktyczny i jeden z pomysłodawców drugiej hydrograficznej ekspedycji na Ocean Arktyczny przeprowadzonej w latach 1910–1915. Członek ministerstwa morskiego w Rosji Carskiej.

## Biografia

### Młodość
Aleksandr Iwanowicz Warniek urodził się w Petersburgu 27 czerwca 1858 roku w rodzinie architekta miejskiego Iwana Aleksandrowicza Warnieka (1819–1877). Jego dziadek był słynnym portrecistą (Aleksandr Grigoriewicz Warniek, 1782–1843). Bardzo możliwe, że na przyszły wybór zawodu marynarza przez Warnieka wpłynęła książka „Podróż dookoła świata” nawigatora, kapitana Otto von Kotzebue.

### Nauka
W 1878 roku ukończył Szkołę Marynarki Wojennej i jako gardes-marine wyruszył w swoją pierwszą zagraniczną podróż na fregacie „Książę Pożarski”. Na początku lat 80. rozpoczął studia w Akademii Marynarki Wojennej, które ukończył w 1882 roku. Następnie został oddelegowany na wydział Hydrograficzny i zaczął specjalizować się w hydrografii.

### Praca Akademicka
Po odejściu w 1903 roku od bezpośredniego udziału w wyprawach badawczych mórz arktycznych, zaczął angażować się w pracę pedagogiczną, organizacyjną i badawczą. W tym samym roku Warniek został dowódcą szkoleniowego krążownika „Westnik”, a w następnym roku został mianowany inspektorem Liceum Aleksandrowskiego. Został członkiem Komisji Rozwoju Szlaku Morza Północnego, której przewodniczył Wilkitski. Komisja zajmowała się organizacją badań hydrograficznych i tworzeniem projektów statków arktycznych, jak również opracowała projekt dogłębnych badań Szlaku Morza Północnego. Był także członkiem Akademii Morskiej i Rady Naukowej Hydrografii. W 1904 roku awansował na stopień kapitana, a w 1909 roku na stopień generała dywizji admiralicji. W 1912 roku Warnek odszedł ze służby wojskowej w randze generała porucznika admiralicji.

### Pierwsza wojna światowa i emigracja
W latach 1914–1916 Warniek pracował w centralnej administracji Ministerstwa Morskiego. W 1917 roku przeniósł się z Petersburga do rodzinnej miejscowości Moskalewka na wybrzeżu Morza Czarnego z powodu rewolucyjnych wystąpień w mieście. W październiku 1917 roku wyemigrował na Półwysep Krymski. Jesienią 1920 roku wraz z żoną i najstarszą córką został zmuszony do emigracji za granicę (dwóch synów opuściło Rosję wraz z Korpusem Morskim). Pierwsze pół roku na wygnaniu Warniek spędził w Konstantynopolu, następne trzy lata na Sycylii, po czym przeniósł się do Francji, gdzie osiadł w Lyonie, a później w Grenoble. Ostatnie dwa lata swojego życia spędził pod Paryżem w „Domu Rosyjskim”, gdzie zmarł 10 czerwca 1930 roku. Został pochowany na rosyjskim cmentarzu w Saint-Genevieve-des-Bois.

### Życie prywatne
Pierwsze małżeństwo Aleksandra Iwanowicza Warnieka było z Nadieżdą Pietrowną Moskalską (1870–1908). Jego dzieci z pierwszą żoną to: Tatiana (1894–1990), Anna (1897–1920), Piotr (1902–1980) i Eugeniusz (1906–1951). Z drugiego małżeństwa z Anną Romanowną Gerngross (1877–17.07.1961) nie było dzieci.

## Wyprawy badawcze
W ciągu swojego życia uczestniczył w około dwudziestu wyprawach morskich (w tym w trzech dookoła świata).
Brał udział w wyprawie dookoła świata (1883–1886) statkiem „Opricznik” pod dowództwem kapitana II stopnia Iwaszintowa. W latach 1890–1892 popłynął z ekspedycją na Minin.
W styczniu 1879 roku po awansie na kapitana II stopnia pływał na statku „Gjemjaszczjem” na trasie Władywostok – Petersburg, następnie popłynął do Japonii i USA.

### Pierwsza ekspedycja na Ocean Arktyczny
Decyzją Głównej Dyrekcji Hydrograficznej z 1898 roku rozpoczęto przygotowania do ekspedycji, która miała na celu zbadanie Oceanu Arktycznego. Badacze mieli za zadanie przeprowadzić badania mórz północnych.
Po ekspedycji, w 1902 roku, Warniek przedstawił propozycje nazw nowo odkrytych obiektów geograficznych, m.in. Wyspy Hoockera i dwunastu innych.

## Dzieła
„Краткий очерк работ Гидрографической экспедиции Северного Ледовитого океана в 1902” (1903 rok)

## Nagrody
Aleksandr Iwanowicz Warniek za swoje zasługi otrzymał 12 orderów między innymi:
- Order Świętego Stanisława I, II i III stopnia
- Order Świętej Anny II i III stopnia
- Order Świętego Włodzimierza III i IV stopnia
- Order Rosyjskiego stowarzyszenia naukowego za wybitne osiągnięcia naukowe[7].

Na jego cześć została nazwana miejscowość Warniek i przylądek na zachodnim wybrzeżu północnej wyspy Nowa Ziemia.